# Claus-Arwed Lauprecht
Claus-Arwed Lauprecht (* 18. April 1963) ist ein deutscher Basketballfunktionär und -schiedsrichter.

## Leben
Lauprecht wuchs in Lübeck, dann in Mülheim an der Ruhr auf. Er studierte in Innsbruck und Düsseldorf Medizin, Sport- und Touristikmanagement, übte unter anderem die Sportarten Basketball und Fußball aus und betreute Mannschaften als Trainer.
Beruflich wurde er im Gesundheitsbereich tätig, er durchlief Weiterbildungen zum Saunameister, Gesundheitstrainer, Ernährungsberater, Fachsportlehrer und Fitnesstrainer. Er plante und leitete Gesundheitszentren, unter anderem ab 1996 in Frankfurt am Main sowie ab 1998 nahe Heilbronn. Im Jahr 2000 trat er das Amt des Geschäftsführers der Europäischen Wellness Institut GmbH an, ab 2002 leitete er zusätzlich die Geschäfte eines Betriebes, der unter anderem Gesundheitskonzepte für Unternehmen erstellte. Zwischen 2002 und 2013 hatte Lauprecht den Vorsitz des Internationalen Spa- und Wellness-Verbandes inne. Er wurde im Bereich Gesundheit und Gesunderhaltung zudem als Dozent, Vortragsredner, Gutachter und Berater tätig.
Parallel zur Gesundheitsbranche ist Lauprecht seit 1993 beruflich auch im Profisport tätig. 2013  wurde er Präsident des Offenbacher Fußball Club Kickers 1901 e. V. und gleichzeitig Vorsitzender des Aufsichtsrats der Fußball-Profi GmbH. Seine Präsidentschaft war von der wenige Monate vor seinem Amtsantritt eingereichten Insolvenz der Offenbacher Fußball GmbH geprägt. 2014 wurde die Profimannschaft Meister der Regionalliga Südwest. Im November 2015 schied er aus dem Amt.
Lauprecht leitete als Schiedsrichter bis 2013 jahrelang Spiele der Basketball-Bundesliga und der Damen-Basketball-Bundesligen (eigener Angabe nach pfiff er „etwa 600 Spiele in den höchsten Spielklassen“) und wurde ab 2013 als Technischer Kommissar mit der Überwachung des Ablaufs von Bundesliga-Spielen betraut. Von 2013 bis 2020 gehörte er dem Aufsichtsrat der DBBL GmbH, dem Betreiber der Damen-Basketball-Bundesliga, an. Er war Vorstandsmitglied der Interessengemeinschaft der Basketball Bundesligaschiedsrichter e.V.
Ende Januar 2020 wurde Lauprecht Geschäftsführer der DBBL GmbH. Er blieb bis Ende September 2020 im Amt. Eine nur kurze Amtszeit war abgemacht worden, er sollte seine Erfahrung einbringen und die Strukturen verbessern.
2021 gründete Lauprecht die Agentur für Hotellerie & Touristik (AFHT). Seit Dezember 2021 ist er beim Europäischen Institut für ganzheitliche Gesundheit (EHHI) für die Länder Deutschland, Schweiz, Österreich und Slowenien zuständig.